# Pontobopyrus abyssorum
Pontobopyrus abyssorum là một loài chân đều trong họ Bopyridae. Loài này được Markham miêu tả khoa học năm 1979.